# Ресифи (микрорегион)
Ресифи (порт. Microrregião do Recife) — микрорегион в Бразилии, входит в штат Пернамбуку. Составная часть мезорегиона Агломерация Ресифи. Население составляет 	3 259 055	 человек (на 2010 год). Площадь — 	1251,750	 км². Плотность населения — 	2603,60	 чел./км².

## Демография
Согласно сведениям, собранным в ходе переписи 2010 г. Национальным институтом географии и статистики (IBGE), население микрорегиона составляет:
| Полное население                             | Полное население                             | Полное население                             | Полное население                             | 3 259 055 |
| -------------------------------------------- | -------------------------------------------- | -------------------------------------------- | -------------------------------------------- | --------- |
| в том числе:                                 | Городское население                          | 3 217 162                                    | Процент городского населения, %              | 98,71     |
|                                              | Сельское население                           | 41 893                                       | Процент сельского населения, %               | 1,29      |
|                                              | Мужское население                            | 1 523 040                                    | Процент мужского населения, %                | 46,73     |
|                                              | Женское население                            | 1 736 015                                    | Процент женского населения, %                | 53,27     |
| Плотность населения, чел/км²                 | Плотность населения, чел/км²                 | Плотность населения, чел/км²                 | Плотность населения, чел/км²                 | 2603,60   |
| Население микрорегиона в % к населению штата | Население микрорегиона в % к населению штата | Население микрорегиона в % к населению штата | Население микрорегиона в % к населению штата | 37,05     |

## Состав микрорегиона
В составе микрорегиона  включены следующие муниципалитеты:
1. Абреу-и-Лима
2. Арасояба
3. Камаражиби
4. Жабоатан-дус-Гуарарапис
5. Морену
6. Олинда
7. Паулиста
8. Ресифи
9. Сан-Лоренсу-да-Мата